# Ty Miller
Ty Wesley Miller (n. 26 de septiembre de 1964) es un actor estadounidense, probablemente más reconocido en su papel de The Kid en The Young Riders (Jóvenes jinetes), durante las tres temporadas de la serie (1989-1992). También ha participado en diversas series de televisión: Hotel, en el papel recurrente de Eric Lloyd (1987-1988), The X-Files, Melrose Place, Highway to Heaven, General Hospital, y más recientemente es Without a Trace (en un papel recurrente) y Nip/Tuck.

## Vida personal
Miller está graduado en la University of Southern California.